# ألفارو دياز (سياسي)
ألفارو دياز (بالبرتغالية: Álvaro Dias) هو سياسي برازيلي، ولد في 7 ديسمبر 1944 في البرازيل. حزبياً، نشط في الحزب الديمقراطي الاجتماعي البرازيلي. انتخب عضو مجلس النواب البرازيلي ‏ وفي الانتخابات التشريعية البرازيلية 1982 ‏، انتخب عضو مجلس الشيوخ من البرازيل عن دائرة Paraná ‏ وقد انضم خلال فترته النيابية ‏  للكتلة البرلمانية بوديموس.

## وصلات خارجية
- الموقع الرسمي